# Prova femenina de Pistola 25m als JJOO París 2024
La prova femenina de pistola a 25 metres als Jocs Olímpics de París 2024 serà l'11a edició de l'esdeveniment femení en unes Olimpíades. La prova es disputarà entre el 2 i el 3 d'agost de 2024 al Centre Nacional de Tir, a la ciutat de Chateauroux.
La tiradora russa Vitalina Batsarashkina és l'actual campiona de la disciplina olímpica, després de guanyar l'or als Jocs Olímpics de Tòquio 2020, per davant de la sud-coreana Kim Minjung i de la xinesa Xiao Jiaruixuan, qui van guanyar les medalles de plata i bronze respectivament.
L'equip de la República Popular de la Xina és el més guardonat, amb 2 medalles d'or, 3 de plata i 1 de bronze, en les 10 edicions que la prova de 25 metres de pistola d'aire ha estat present als Jocs Olímpics. La búlgara Mariya Grozdeva, amb 2 medalles d'or, és la tiradora més guardonada de la història de l'esdeveniment.

## Format
Les tiradores classificades han disminuït de les 44 que hi va haver a Tòquio, fins a les 28 que hi haurà en aquesta edició.
La competició començarà amb la fase de classificació, on participaran les 28 tiradores classificades. Totes elles dispararan 60 trets (30 en precisió i 30 més en mode ràpid). Les 8 atletes amb la millor puntuació passaran a la final que es desenvoluparà en 2 fases: Relleu 1 i Relleu 2, més el "Medal Match" (partida per la medalla). En cada relleu competiran 4 tiradores, que començaran des de 0 i faran 4 sèries de 5 trets cadascuna, en la fase ràpida de 3/7 segons per cada tret. El sistema de resultat serà d'"encert/error", amb una zona d'encert de 10,2 o superior. Un cop finalitzades les 4 sèries, les dues atletes amb menor puntuació seran eliminades i les dues millors tiradores de cada relleu passaran a la partida per la medalla.
Les 4 tiradores finalistes començaran de 0 de nou i hauran de tornar a disparar en 4 sèries de 5 trets cadascuna, amb el mateix format que en la fase de relleus. Quan acabin les 4 fases, la tiradora amb menys punts serà eliminada. Les 3 tiradores restants dispararan 2 sèries més cadascuna. L'atleta amb menys puntuació obtindrà la medalla de bronze. Les dues finalistes, dispararan dues sèries més de 5 trets cadascuna i es decidirà la medalla d'or i la de plata.

## Classificació
França, com a país amfitrió ja té assignada una plaça a la prova. Les 2 primeres places es van assignar en el Campionat d'Europa de 25 i 50m i les 4 places següents van ser assignades en el Campionat del Món de Rifle i Pistola de 2022. A partir d'aquí, les places s'assignaran en diferents tornejos i proves a nivell continental o mundial, que es disputaran entre el 2023 i el 9 de juny de 2024. Finalment entre les tiradors que encara no estiguin classificades, s'assignarà una plaça segons el rànquing mundial olímpic ISSF i dues més segons el criteri de places universals, per garantir la diversitat de les participants. Cal tenir en compte que cada país, podrà tenir com a màxim dues competidors a la prova.
| Esdeveniment                         | Data                    | Seu              | Places | País          | Atleta                |
| ------------------------------------ | ----------------------- | ---------------- | ------ | ------------- | --------------------- |
| País amfitrió                        | -                       | -                | 1      | França        |                       |
| Campionat d'Europa de 25m i 50m      | 5 - 18 setembre 2022    | Breslau          | 2      | Alemanya      | Doreen Vennekamp      |
| Campionat d'Europa de 25m i 50m      | 5 - 18 setembre 2022    | Breslau          | 2      | Polònia       | Klaudia Bres          |
| Campionat del Món de Rifle & Pistola | 12 - 25 octubre 2022    | Caire            | 4      | Corea del Sud | Kim Jang-mi           |
| Campionat del Món de Rifle & Pistola | 12 - 25 octubre 2022    | Caire            | 4      | Bulgària      | Antoaneta Kostadinova |
| Campionat del Món de Rifle & Pistola | 12 - 25 octubre 2022    | Caire            | 4      | Xina          | Chen Yan              |
| Campionat del Món de Rifle & Pistola | 12 - 25 octubre 2022    | Caire            | 4      | Iran          | Hanieh Rostamian      |
| Campionat de les Amèriques           | 6 - 13 novembre 2022    | Lima             | 1      | Estats Units  | Katelyn Abeln         |
| Jocs Europeus                        | 21 juny - 2 juliol 2023 | Cracòvia         | 1      | Grècia        | Anna Korakaki         |
| Campionat del Món de Tir             | 14 - 31 agost 2023      | Bakú             | 4      | Ucraïna       | Olena Kostevych       |
| Campionat del Món de Tir             | 14 - 31 agost 2023      | Bakú             | 4      | Letònia       | Agate Rasmane         |
| Campionat del Món de Tir             | 14 - 31 agost 2023      | Bakú             | 4      | Tailàndia     | Tanyaporn Prucksakorn |
| Campionat del Món de Tir             | 14 - 31 agost 2023      | Bakú             | 4      | Corea del Sud | Yang Ji-in            |
| Campionat d'Àfrica de Tir            | 1 - 10 octubre 2023     | Caire            | 1      | Egipte        | Nour Abbas Mohammed   |
| Jocs Panamericans                    | 20 - 5 novembre 2023    | Santiago de Xile | 2      | Mèxic         | Alejandra Zavala      |
| Jocs Panamericans                    | 20 - 5 novembre 2023    | Santiago de Xile | 2      | Equador       | Diana Durango         |
| Campionat d'Àsia de Tir              | 22 - 2 novembre 2023    | Changwon         | 2      | Xina          | Liu Rui               |
| Campionat d'Àsia de Tir              | 22 - 2 novembre 2023    | Changwon         | 2      | Índia         | Manu Bhaker           |
| Campionat d'Oceania de Tir           | 30 - 6 novembre 2023    | Brisbane         | 1      | Austràlia     | Siobhan Nicholls      |
| Campionat d'Àsia de Rifle & Pistola  | 5 - 18 gener 2024       | Jakarta          | 2      | Índia         | Rythm Sangwan         |
| Campionat d'Àsia de Rifle & Pistola  | 5 - 18 gener 2024       | Jakarta          | 2      | Taipei        | Wu Chia-ying          |
| Campionat de les Amèriques           | 31 març - 7 abril 2024  | Buenos Aires     | 1      |               |                       |
| Campionat d'Europa de 25m i 50m      | Abril - maig 2024       | Osijek           | 2      |               |                       |
| Campionat d'Europa de 25m i 50m      | Abril - maig 2024       | Osijek           | 2      |               |                       |
| Campionat de classificació           | 11 - 19 abril 2024      | Rio de Janeiro   | 2      |               |                       |
| Campionat de classificació           | 11 - 19 abril 2024      | Rio de Janeiro   | 2      |               |                       |
| Rànquing mundial olímpic             | 9 juny 2024             | -                | 1      |               |                       |
| Plaça universal                      | -                       | -                | 1      |               |                       |

## Medaller històric
| Posició | País           | 1 | 2 | 3 | Total |
| ------- | -------------- | - | - | - | ----- |
| 1       | Xina           | 2 | 3 | 1 | 3     |
| 2       | Bulgària       | 2 | 1 | 0 | 2     |
| 3       | Corea del Sud  | 1 | 1 | 0 | 2     |
| 4       | Rússia         | 1 | 0 | 1 | 1     |
| 5       | Grècia         | 1 | 0 | 0 | 1     |
| 5       | Equip unificat | 1 | 0 | 0 | 1     |
| 5       | Unió Soviètica | 1 | 0 | 0 | 1     |
| 5       | Canadà         | 1 | 0 | 0 | 1     |
| 9       | Alemanya       | 0 | 2 | 0 | 2     |
| 10      | Mongòlia       | 0 | 1 | 1 | 1     |
| 11      | Txèquia        | 0 | 1 | 0 | 1     |
| 11      | Japó           | 0 | 1 | 0 | 1     |
| 11      | Estats Units   | 0 | 1 | 0 | 1     |
| 12      | Suïssa         | 0 | 0 | 1 | 1     |
| 12      | Ucraïna        | 0 | 0 | 1 | 1     |
| 12      | Azerbaidjan    | 0 | 0 | 1 | 1     |
| 12      | Belarús        | 0 | 0 | 1 | 1     |
| 12      | Iugoslàvia     | 0 | 0 | 1 | 1     |
| 12      | Austràlia      | 0 | 0 | 1 | 1     |